# آب‌انبار درق
آب‌انبار درق مربوط به اوایل دوره قاجار است و در شهرستان گرمه، بخش مرکزی، ۲۰ کیلومتری شهر درق واقع شده و این اثر در تاریخ ۲۸ اسفند ۱۳۸۵ با شمارهٔ ثبت ۱۸۷۳۲ به‌عنوان یکی از آثار ملی ایران به ثبت رسیده است.